# Trinxada
|  | Aquest article tracta sobre tècnica culinària. Si cerqueu el plat cerdà, vegeu «trinxat». |

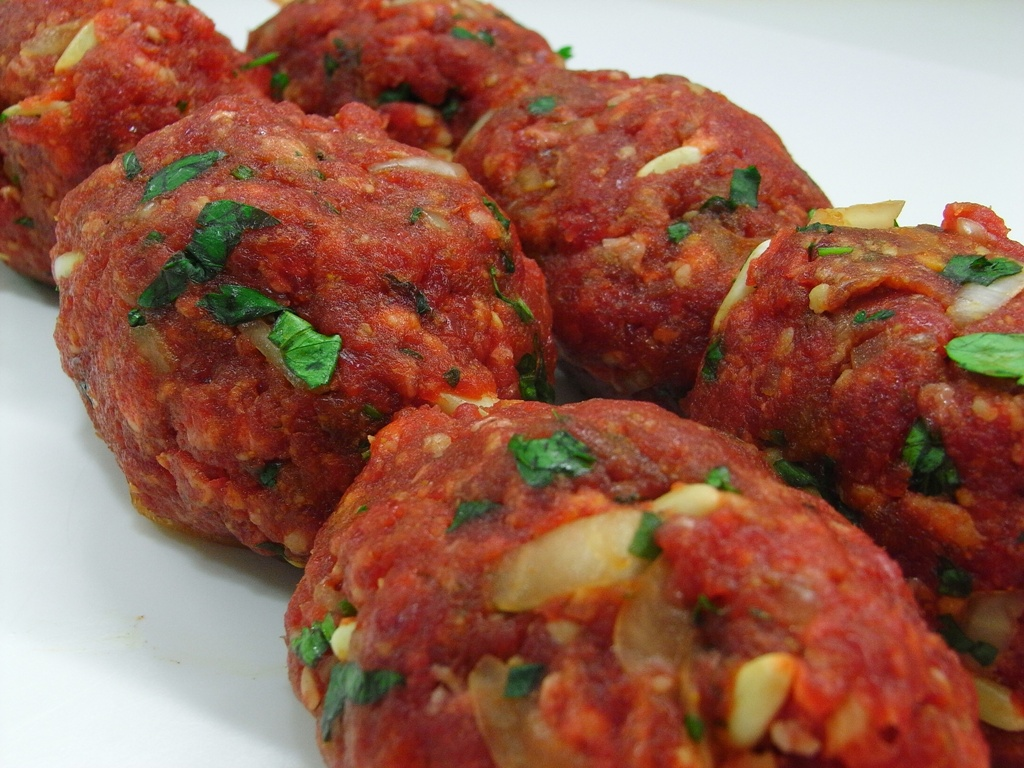
Mandonguilles fetes amb carn picolada

La picolada, trinxada o picada és una tècnica culinària bàsica en la qual s'esmicola amb carn i més recentment també peix, de vegades amb l'ús d'un estri anomenat picoladora, sense qualsevol altre additiu. La carn trinxada venuda tot feta a les supermercats sovint conté tota mena d'additius, condiments i altres components que no conformes a la recepta. Els menjars trinxats s'han de fabricar en condicions d'higiene extrema, com que no es conserven gaire. Per garantir-ne la qualitat sense additius o conservants, se l'ha de preparar tot just abans de consumir-la.
Cal no confondre la picolada de carn amb la picada de pa i condiments al morter.